# Lerd (province d'Ardabil)
 (novembre 2022).
Si vous disposez d'ouvrages ou d'articles de référence ou si vous connaissez des sites web de qualité traitant du thème abordé ici, merci de compléter l'article en donnant les références utiles à sa vérifiabilité et en les liant à la section « Notes et références ».
 (décembre 2022).
Lerd est situé dans la section Shahroud de la ville de Khalkhal, l'une des fonctions de la province d'Ardabil.

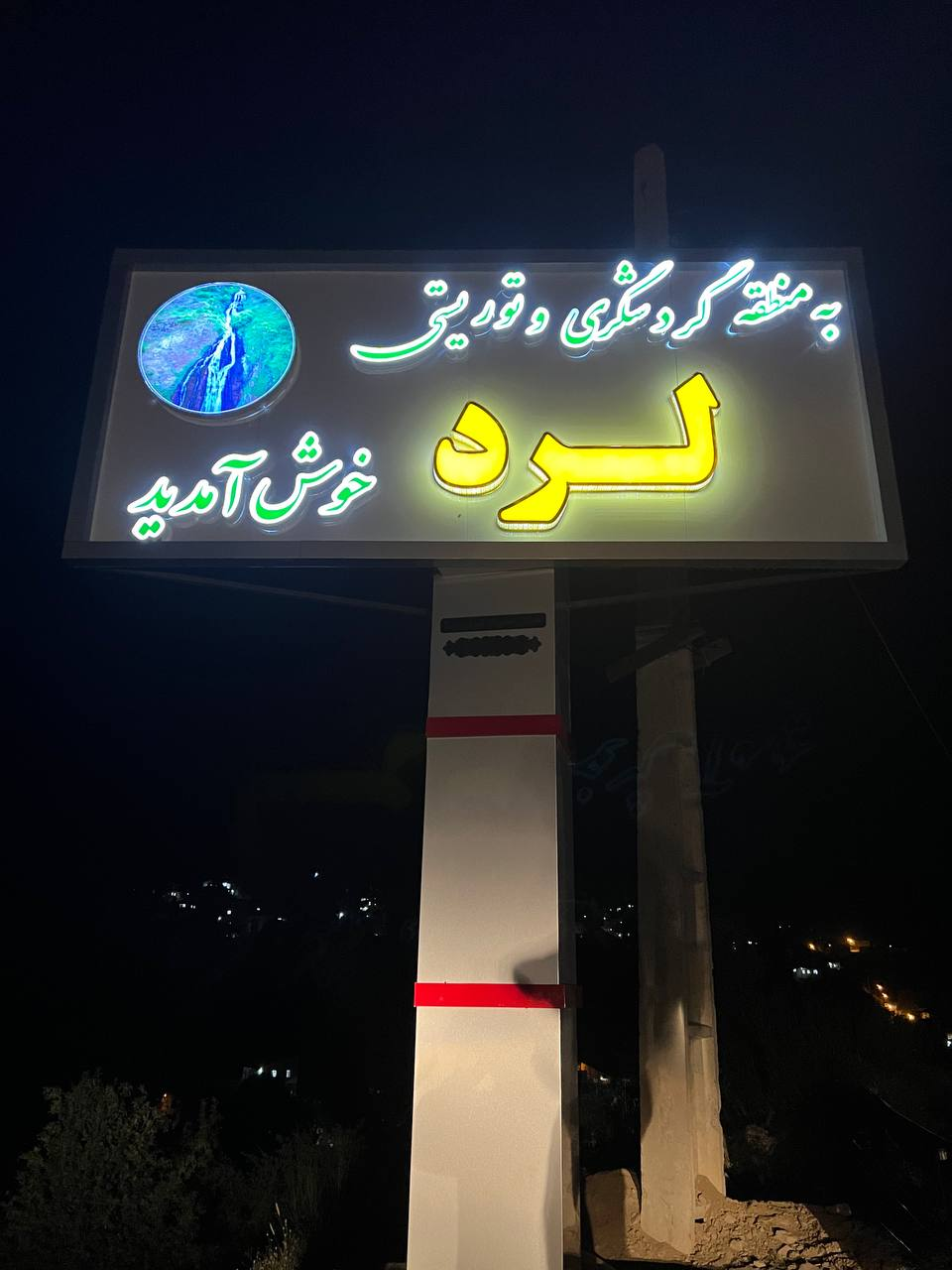
Un panneau à l'entrée du village indiquant Bienvenue dans la zone de tourisme du seigneur

## Situation climatique
En termes de climat, ce village est situé dans la région montagneuse et sur le versant oriental de la haute montagne Aghdagh. Pour cette raison, il a un temps très froid en automne et en hiver et un temps modéré au printemps et en été. Ainsi, en hiver, la température de l'air atteint parfois 30 degrés au-dessous de zéro et en été, elle atteint jusqu'à 30 degrés au-dessus de zéro.

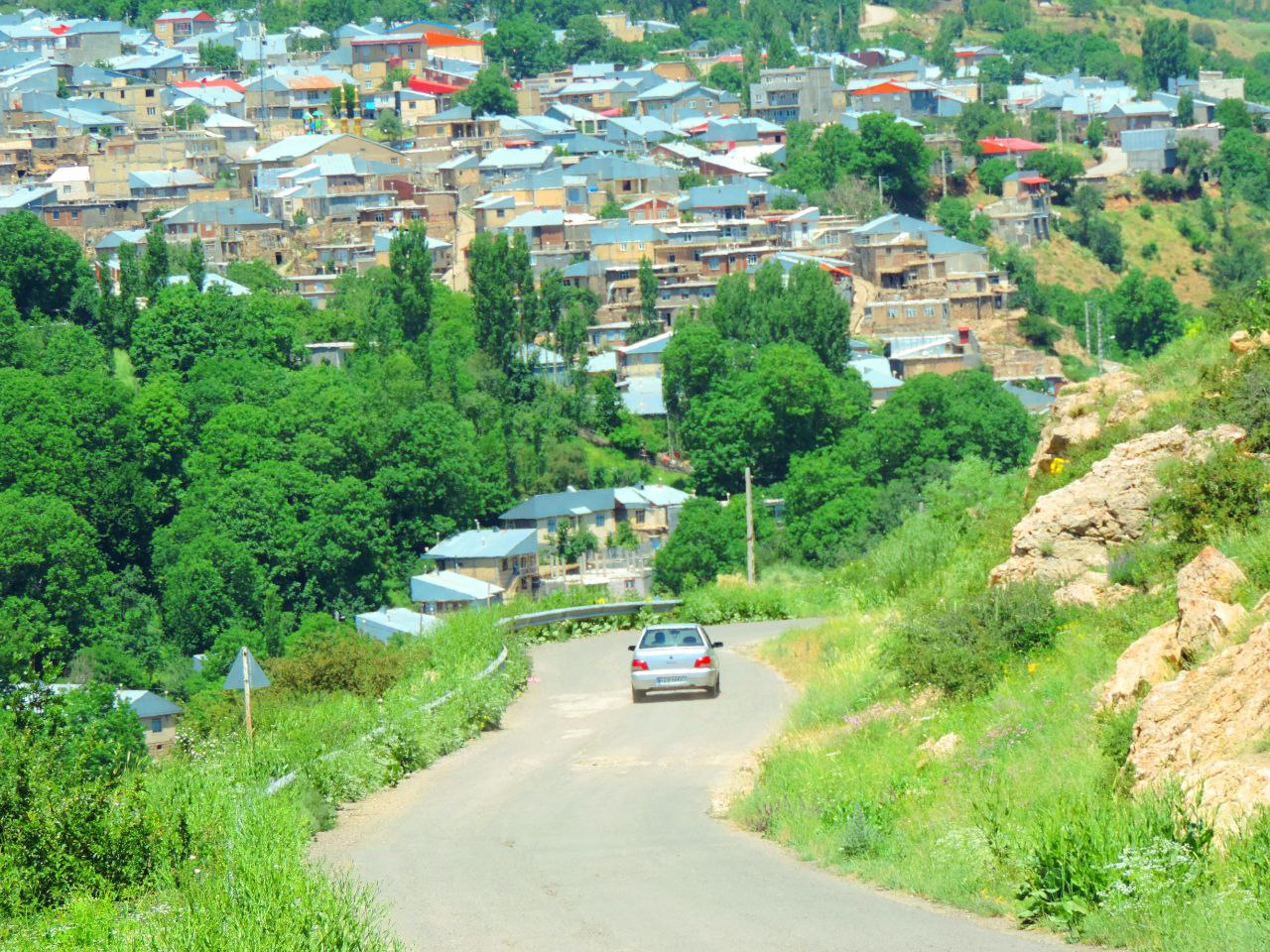
Une vue sur le village touristique de Lord en juin